# 후지노촌 (오카야마현)
후지노촌(藤野村)은 오카야마현 와케군에 설치되었던 촌이다. 현재의 와케정 오아자 후지노에 해당한다.